# Allofane
L'allofane (simbolo IMA: Alp) è un minerale relativamente raro e rientra nella classe dei minerali dei "silicati e germanati" con la composizione chimica Al2O3(SiO2)1,3-2,0 • 2,5–3,0(H2O) e quindi chimicamente è un ossido di alluminio silicato contenente acqua. Strutturalmente, l'allofane appartiene ai fillosilicati.
Insieme all'opale, l'allofane è uno dei pochi minerali che non appartiene a un sistema cristallino, ma solidifica in modo amorfo. Anche il gruppo silicato di allumina e il contenuto d'acqua possono variare leggermente a seconda delle condizioni del campione minerale.

## Etimologia e storia
Il nome allofane è una derivazione del greco antico ἄλλος (állos, 'altro'), e φαίνεσθαι (phaínesthai, 'apparire, sembrare'), significa pertanto ciò che appare come un altro e si riferisce alla somiglianza spesso esistente con altri minerali del rame.
L'allofane fu scoperto per la prima volta nei pressi di Gräfenthal, che è la sua località tipo, nel distretto di Saalfeld-Rudolstadt in Turingia e descritto nel 1816 da Johann Friedrich Ludwig Hausmann e Friedrich Stromeyer

## Classificazione
Già nell'obsoleta 8ª edizione della sistematica dei minerali secondo Strunz, l'allofane apparteneva alla classe dei minerali dei "silicati e germanati" e lì alla sottoclasse dei "fillosilicati", dove è elencato insieme all'hisingerite nell'appendice della "serie dell'idroserpentina (triottaedrico)" con il sistema nº VIII/E.11b e gli ormai screditati idroantigorite e idroamesite.
Nella Sistematica dei lapis (Lapis-Systematik) di Stefan Weiß, che è stata rivista e aggiornata l'ultima volta nel 2018 ed è ancora strutturata secondo questa vecchia forma di classificazione di Strunz, al minerale è stato assegnato il sistema e il minerale nº VIII/H.26-010. In questa Sistematica ciò corrisponde alla classe dei "fillosilicati", dove l'allofane forma il gruppo senza nome VIII/H.26 insieme a hisingerite, imogolite, neotocite e odinite.
Anche la 9ª edizione della sistematica minerale di Strunz, che è stata aggiornata l'ultima volta dall'Associazione Mineralogica Internazionale (IMA) nel 2024, classifica l'allofane nella categoria "9.E Fillosilicati"; questa è ulteriormente suddivisa in base alla struttura degli strati, in modo che il minerale possa essere trovato nella suddivisione di "9.ED Fillosilicati con strati di caolinite composti di reti di tetraedri e ottaedri", dove forma il gruppo senza nome 9.ED.20 insieme a crisocolla, imogolite e neotocite.
La classificazione dei minerali secondo Dana, utilizzata principalmente nel mondo anglosassone, classifica l'allofane nella classe dei "silicati e germanati" e lì nella sottoclasse dei "minerali fillosilicati". La si può trovare nel "gruppo dell'allofane" con il sistema nº 71.01.04 e gli altri membri hisingerite, imogolite, neotocite e zinalsite all'interno della suddivisione "Fillosilicati: strati di anelli a sei membri con strati 1:1".

## Abito cristallino
L'allofane solidifica in modo amorfo o semicristallino con la coordinazione dell'alluminio [6], [5] e [4].

## Caratteristiche chimico-fisiche
A causa della sua struttura amorfa con molte cavità e dell'elevato contenuto d'acqua, l'allofane ha una densità molto bassa (densità apparente secca di suoli contenenti allofane < 0,9 g/cm³). La disidratazione e la perdita d'acqua portano a una distruzione strutturale irreversibile.
Davanti al cannello a soffiatura, l'allofane non fonde.
I due tipi principali di allofane, quella ricca di alluminio (Al:Si = 2:1) e quella ricca di silicio (Al:Si = 1:1) si formano a seconda della disponibilità delle sostanze nella soluzione del terreno.
L'allofane è solubile in acido cloridrico (HCl).

## Origine e giacitura
L'allofane deriva dall'alterazione di basalti piroclastici o delle rocce ignee idrotermalizzate, dalla degradazione dei feldspati e nelle aree idrotermalizzate si riscontra tipicamente associato a depositi di rame. Nelle rocce sedimentarie si trova nei livelli carboniferi e gessosi. Può dare origine a wheathering e produrre alloisite per risilicazione o gibbsite per desilicazione.
Durante la formazione del suolo, si forma in particolare dalla degradazione meteorica dei vetri vulcanici. I minerali di accompagnamento includono crisocolla, cristobalite, gibbsite, imogolite, limonite, quarzo e vermiculite.
Essendo un minerale relativamente raro, l'allofane può essere abbondante in vari siti, ma nel complesso non è molto comune. In tutto il mondo, finora sono stati documentati poco più di 500 siti per l'allofane (a partire dal 2023).
In Italia l'allofane è stata trovata anche nella Grotta Due Piani 1166/4253 VG (a Sagrado), nella galleria inferiore, entro un deposito di riempimento argilloso, dove è stata riscontrata anche la presenza di gesso, taranakite, tracce di todorokite e resti di guano di pipistrelli. Si trattava di incrostazioni e masserelle tenere di colore variabile dal bianco al giallastro, talvolta con sfumature verde pallido. Quando sono state lasciate asciugare, il colore diventava bianco latte ed erano molto fragili.
Oltre alla sua località tipo, Gräfenthal, il minerale è stato trovato in Germania in diversi luoghi della Foresta Nera nel Baden-Württemberg; vicino a Pechbrunn e Kropfmühl in Baviera; Goldhausen e Kirschhausen in Assia; in diverse località dell'Harz dalla Bassa Sassonia alla Sassonia-Anhalt; nei pressi di Untermaubach, Wülfrath e in diverse località del Sauerland e del Siegerland nella Renania Settentrionale-Vestfalia; vicino ad Antweiler in Renania-Palatinato; nei pressi di Chemnitz-Markersdorf e Mechelgrün, nonché in diverse località dei Monti Metalliferi in Sassonia e vicino a Gera, Garnsdorf (Saalfeld/Saale), al Bergmannskopf presso Gräfenroda, vicino a Brotterode-Trusetal e Weckersdorf in Turingia.
In Austria, l'allofane è stata trovata a Pauliberg nel Burgenland, tra gli altri luoghi; vicino a Leoben in Stiria, e vicino a Freistadt in Alta Austria, nonché in diverse località nelle regioni della Carinzia, del Salisburghese e del Tirolo.
In Svizzera, il minerale è stato trovato nel lago di Cavloc nella valle del Forno (valle del ghiacciaio del Forno) nel Canton Grigioni e vicino ad Ayer (Val d'Anniviers), Saint-Luc e Sierre (nella frazione di Granges) nel Canton Vallese.
Altre località si trovano sparse in tutto il mondo.
L'allofane è stato rilevata anche in campioni di roccia della dorsale del Pacifico orientale.

## Forma in cui si presenta in natura
In generale, l'allofane si trova sotto forma di aggregati minerali d'uva, stalattitici o terrosi di colore da bianco a grigio, da bluastro a verdastro o marrone. Tuttavia, il colore del suo striscio è sempre bianco.